# Burson Cohn & Wolfe
Burson Cohn & Wolfe è una multinazionale statunitense di pubbliche relazioni con sede a New York e controllata dal Gruppo WPP plc. Nata nel febbraio 2018 dalla fusione tra Cohn & Wolfe e Burson-Marsteller, è  per fatturato la terza più grande azienda al mondo di PR.

## Storia
BCW affonda le sue radici nella fondazione di Burson-Marsteller nel 1953 e di Cohn & Wolfe nel 1970. Nell'ambito di una strategia di ristrutturazione, nel 2018 la società madre WPP PLC ha fuso Burson-Marsteller, la sesta più grande azienda di pubbliche relazioni al mondo, e Cohn & Wolfe, che si è classificato al 12º posto. La fusione ha creato la terza più grande azienda di pubbliche relazioni, denominata BCW (Burson Cohn & Wolfe). WPP ha dichiarato di aver unito le aziende a causa delle loro competenze complementari, tra cui gli affari pubblici e il lavoro aziendale di Burson-Marsteller e il contenuto creativo digitale di Cohn & Wolfe, i consumatori e il lavoro sanitario.
Don Baer, ex direttore delle comunicazioni per l'amministrazione Clinton, è stato CEO di Burson-Marsteller dal 2012 fino al febbraio 2018 quando ha creato la nuova società. Donna Imperato, ex amministratrice delegata di Cohn & Wolfe, ricopre l'incarico di CEO globale nella nuova società ed è stata inserita tra i 20 professionisti della comunicazione più influenti al mondo dal magazine PR Week. Tra i notabili della società figura Karen Hughes, ex assistente senior del presidente USA George W. Bush.
Nell'agosto 2018, BCW ha acquisito HZ, un'agenzia creativa integrata, con sede a Rockville, nel Maryland, con uffici aggiuntivi a Baltimora, Los Angeles, New York e Washington. Nell'ottobre 2020 BCW ha ottenuto il titolo di 2020 Global PR Agency of the Year per i 2020 Global SABRE Awards.